# Latowicz (village)
Pour les articles homonymes, voir Latowicz.
Latowicz (prononciation : [laˈtɔvit͡ʂ]) est une ville polonaise de la gmina de Latowicz dans le powiat de Mińsk de la voïvodie de Mazovie dans le centre-est de la Pologne.
Le ville est le siège administratif (chef-lieu) de la gmina appelée gmina de Latowicz.
Il se situe à environ 25 kilomètres au sud-est de Mińsk Mazowiecki (siège du powiat) et à 60 kilomètres à l'est de Varsovie (capitale de la Pologne).
Le village compte une population de 1 401 habitants en 2010.

## Histoire
De 1975 à 1998, le village appartenait administrativement à la voïvodie de Siedlce.